# Jazz à Vienne
Jazz à Vienne är en jazzfestival i Vienne, en liten stad i Rhône-Alpes cirka 25 km söder om Lyon i Frankrike.  
Festivalens huvudscen finns i Theatre Antique, som är den största bevarade romerska teatern i Europa [källa behövs]. Festivalen som ägde rum första gången 1981 får numera cirka 100 000 besökare varje år, och flera stora jazzstjärnor har uppträtt på festivalen - bland annat Miles Davis, Stan Getz, Michel Petrucciani, Ella Fitzgerald, Sonny Rollins, Lionel Hampton, och Cassandra Wilson. Festivalen brukar hållas i början på sommaren (juni-juli).